# Pulo (Rembang)
Pulo is een bestuurslaag in het regentschap Rembang van de provincie Midden-Java, Indonesië. Pulo telt 2574 inwoners (volkstelling 2010).